# Émile Goussot
Marie Émile Goussot, dit Émile Goussot, né le 2 décembre 1862 à Thiaucourt (département de la Meurthe, aujourd'hui Meurthe-et-Moselle) et décédé le 2 avril 1930 à Paris, est un homme politique français. Au départ d'orientation radical socialiste, il évolue vers le boulangisme puis le nationalisme. 

## Biographie
Il est le fils de François Nicolas Goussot (1823-1891), commandant de la garde républicaine de Paris et Officier de la Légion d’honneur, et le père d’André Émile Goussot (1896-1918). Il passe son enfance à Blainville-Crevon où son père s’était installé après l’annexion de l’Alsace-Lorraine par l'Allemagne. Une épitaphe sur la sépulture Goussot et Petit à Blainville-Crevon rappelle le souvenir de ces trois membres de la famille Goussot.
À partir de 1881, après des études au lycée de Rouen, il commence à donner des conférences à la Ligue des patriotes et à la Ligue de l'enseignement. À partir de 1886, il devient attaché à la préfecture de la Seine, puis commence à militer chez les Radicaux socialistes avant d'adhérer au Boulangisme et à la Ligue des patriotes. Révoqué de l'administration en 1888 car ayant critiqué le gouvernement, il devient journaliste puis député de la Seine de 1889 à 1902, siégeant parmi les boulangistes puis, à partir de 1895, au groupe nationaliste mêlant révisionnistes et socialistes non-internationalistes. En 1898, à l'instar de plusieurs autres députés nationalistes, il doit quitter le groupe radical-socialiste. Durant son mandat de député, il vote la loi de 1901 sur les associations proposé par Waldeck Rousseau et s'occupe de la situation des ouvriers allumetiers des Fabriques de l'État de Pantin et d'Aubervilliers.
Durant les élections de 1903, il se présente comme candidat nationaliste (en remplacement de Edmond Lepelletier celui-ci ayant donné quelque temps auparavant sa démission du conseil municipal) dans le quartier de Batignolles (17e arrondissement de Paris) mais il est battu par le socialiste Émile Sohier. Le journal "Mémorial de la Loire et de la Haute Loire" du 12 avril 1903 explique que cet échec est dû à une forte abstention des électeurs et à une méfiance vis-à-vis de Goussot en raison de son vote pour les lois s'opposant à la formation de nouvelle congrégations religieuses (cela aurait heurté la sensibilité religieuse des habitants). Par la suite il devient avocat, spécialisé dans les questions de contrefaçons et d'accidents.
Il est nommé Capitaine au 53ème Régiment d’Infanterie Territoriale le 11 juin 1907. Officier de réserve, il est mobilisé le 2 août 1914. Envoyé au front le 23 avril 1915, puis évacué le 16 novembre 1915, il est nommé Chef de Bataillon d’Infanterie le 28 décembre 1917. Il reçoit la Légion d’honneur le 28 décembre 1918 et est cité à l’ordre de l’armée.  Après la guerre, il continue sa profession d'avocat à la Cour d’Appel de Paris et représente le gouvernement, notamment dans des affaires de vols et détournements ayant eu pour cadre l’armée. Il meurt à Paris le 2 avril 1930.

## Décorations
Chevalier de la Légion d'honneur (28 décembre 1918)

## Sources
1. ↑  « Les huit députés de la banlieue », Paris-Hachette,‎ 1er janvier 1897, p 288 (lire en ligne)
2. ↑  Service Historique de la Défense, cote GR5YE136618
3. ↑  JO du 12 janvier 1919

- « Émile Goussot », dans le Dictionnaire des parlementaires français (1889-1940), sous la direction de Jean Jolly, PUF, 1960 [détail de l’édition]